# Ветрино (Россия)
Ветрино — село Брейтовской волости Мологского уезда Ярославской губернии (затем — Брейтовский район Ярославской области. Ликвидировано в 1940 году.
Располагалось на левом берегу реки Молога; село огибала небольшая река Исть.
Название, вероятнее всего, произошло от того, что располагалось на открытом месте у реки, где часто дует ветер. Существовавшие варианты названия: Ветрено, Ветряно, Ветрино.
В 1862 году в селе проживало 243 человека, в начале XX века — 738. Основное занятие жителей — сельское хозяйство. Река Молога и несколько озёр рядом с селом позволяли заниматься рыболовством. Рядом с селом была судоверфь Владимирское, в селе работало Ветринское земское училище (в советские годы — четырёхклассная школа).
По справочнику «Краткие сведения о монастырях и церквах Ярославской епархии» 1908 года «церквей в селе Ветрино две, обе каменные. Одна церковь летняя — Покрова Пресвятой Богородицы с одним престолом Покрова Божией Матери. Построена она в 1795 году тщанием и усилием прихожан. В связи с нею и каменная колокольня. Другая церковь зимняя — во имя Святителя Чудотворца Николая с одним престолом Николая Чудотворца. Построена она в 1867 году тщанием и усилиями прихожан. Обе церкви прочные». На краю села стояла часовня из красного кирпича с золотым куполом с крестом, в которой находилась икона Казанской Божьей Матери.
Село было расселено в 1940 году как попавшее в зону затопления Рыбинским водохранилищем.
В 1787 году здесь родился Иродион Яковлевич Ветринский — профессор Санкт Петербургской духовной академии, директор Могилёвской и Таганрогской гимназий.

## Источник
- Затопленные святыни Мологского края: Объект № 3. Село Ветрино. breytovo.ru. Дата обращения: 1 июня 2020.